# La Alta Escuela
La Alta Escuela va ser una de les formacions pioneres del rap a Sevilla. Format per Tote King, Juaninacka, Juanma, Dj Randy i El Tralla, que va deixar el grup abans de treure el seu únic LP, En pie de vuelo.

## Història
Van començar com un grup de diversos amics fent música per divertir-se. Es componia de Tote King, Juaninacka, Juanma, Jesulito Núñez, Ángel San Millán i Dj Randy. Tenien en projecte treure una maqueta però el DJ Acció Sánchez va escoltar els seus temes i gràcies a ell van aconseguir el contacte necessari per convertir aquesta maqueta en el que seria el seu primer i únic LP En pie de vuelo (1999). Aquest treball avui és considerat per alguns com un clàssic del hip-hop espanyol, tot i la poca repercussió que va tenir en el seu moment.
L'any 2000 el grup es va dissoldre entre altres raons pel fet que la distància els complicava realitzar els assaigs. Actualment cada component segueix la seva carrera en el món del hip-hop amb els seus propis projectes.

### Retorn
El novembre de 2008 Tote King va confirmar que tornaria a treure un disc al costat de Juaninacka, Juanma i DJ Randy com EL Alta Escuela properament. A més, en l'últim LP de Tote King s'hi troba un tema anomenat "La reunión" en col·laboració amb Juaninacka, fent referència a la tornada al grup. I a l'LP 41100 Rock de Juaninacka hi ha un tema titulat "El Alta Escuela Rulez" en el qual participen tots els components del grup.

## Discografia
- "En pie de vuelo" (LP) (Flow Records, 1999)

## Discografies en solitari

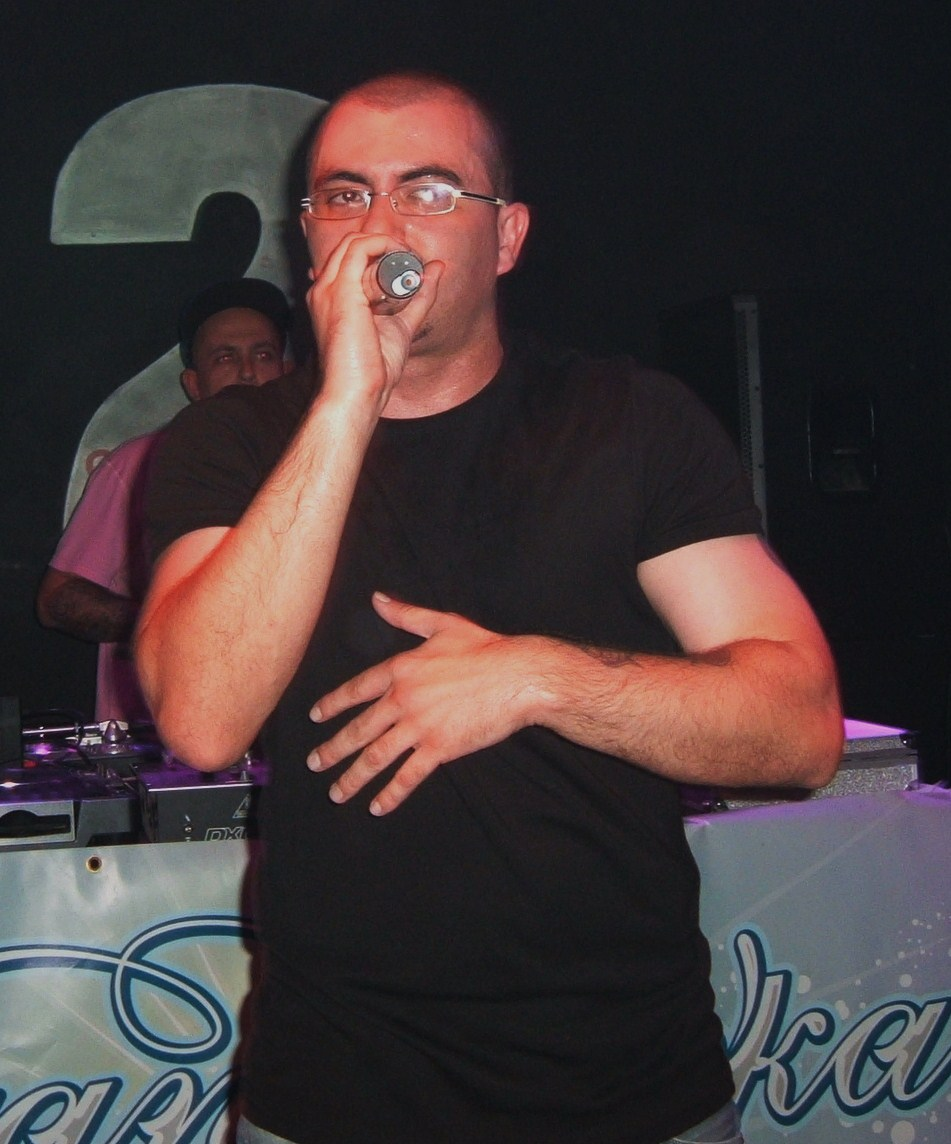
Juaninacka en un concert a Múrcia

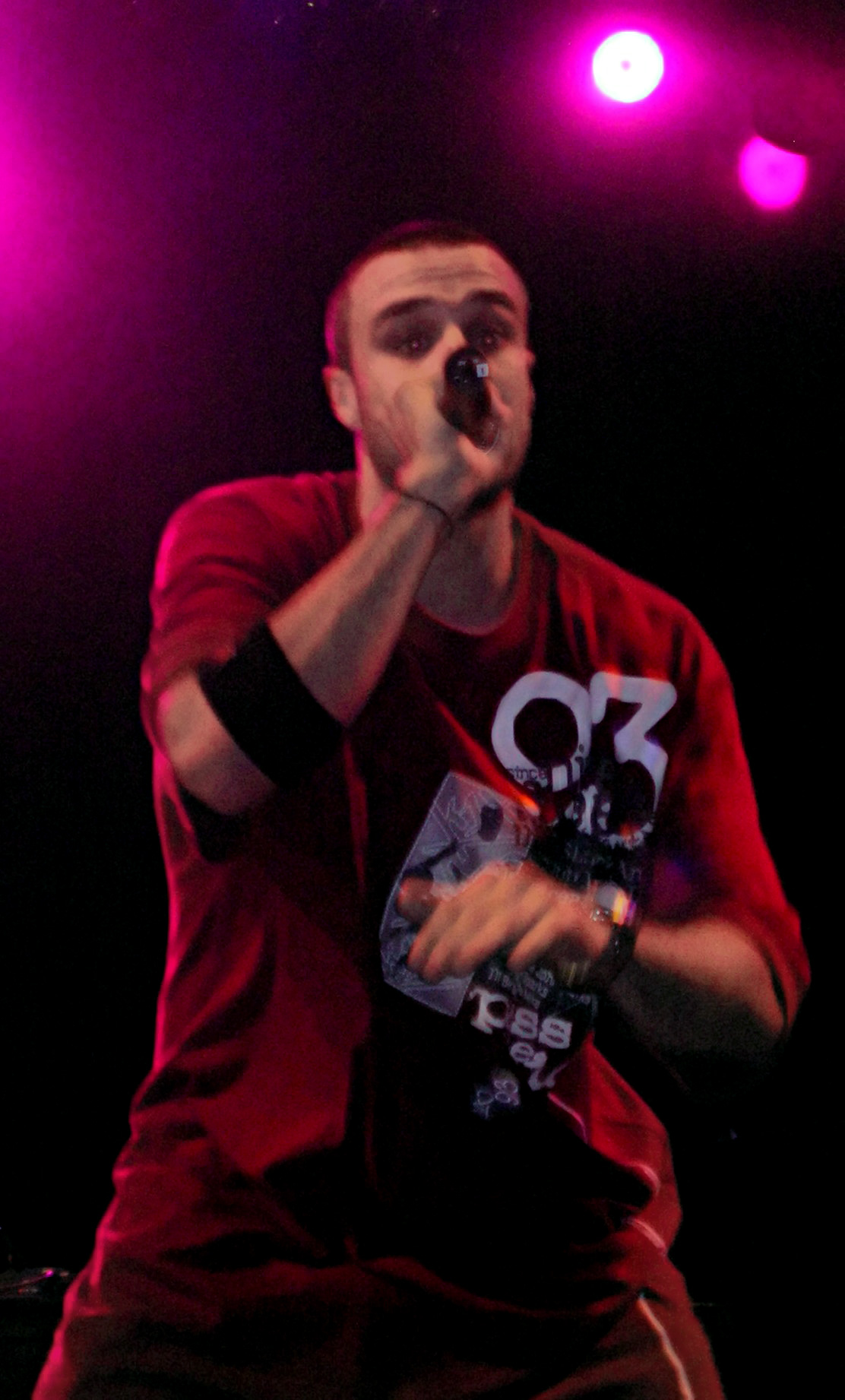
Tote King en un concert a Bilbao

### Juaninacka
- "El japonés" (Promo) (2002)
- "Versión EP" (EP) (Fiebre Records, 2003)
- "Caleidoscopio" (LP) (Fiebre Records, 2004)
- "El Hombre" (Maxi) (Fiebre Records, 2005)
- "Luces de Neón" (LP) (Fiebre Records, 2006)
- "Good Musica" (Maqueta) (2007)
- ¨"41100 Rock" (LP) (Boa Music) (2009)
- ¨"Canciones de Ahora y Siempre" (Mixtape Descarga Gratuita) (2010)

### Juanma
- "El que faltaba" (EP) (edison naula, 2005)

### Tote King
- "Big King XXL" (Maketa) (Flow Records, 2001)
- "Duermen" (Maxi) (Yo Gano - SuperEgo, 2001)
- "Matemáticas" (Maxi) (Yo Gano - SuperEgo, 2004)
- "Música para enfermos" (LP) (SuperEgo, 2004)
- "Un tipo cualquiera" (LP) (BOA, 2006)
- "T.O.T.E." (LP) (BOA, 2008)

#### Amb ToteKing &Shotta
- "Nada pa mi" (Maxi) (Yo Gano - SuperEgo, 2002)
- "Tu madre es una foca" (LP) (Yo Gano - SuperEgo, 2002)
- "Tengo que volver a casa" (aviat)

### Dj Randy
- "Un peso pesado" (2008)

#### AmbBilly el Niño y Don Dinero
- "Otra historia de Coria..." (Maxi) (Flow Records, 2000)

### El Tralla
- "en la Calle" (Maqueta) (2001)
- "La Calle En Demo" (Maqueta) (2002)
- "Las Calles Hablan" (Maxi single) (Fiebre Records), (2006)